# Maurice King
Maurice E. "Maury" King (Kansas City, Misuri, 12 de marzo de 1935-ibidem, 17 de septiembre de 2007) fue un jugador de baloncesto estadounidense que disputó dos temporadas en la NBA y dos más en la ABL. Con 1,88 metros de estatura, jugaba en la posición de base.

## Trayectoria deportiva

### Universidad
Jugó durante tres temporadas con los Jayhawks de la Universidad de Kansas, en las que promedió 9,5 puntos por partido. En 1956 fue incluido en el mejor quinteto de la Big 7 Conference. Fue el primer afroamericano titular en la historia de su universidad, compañero de Wilt Chamberlain, en 1957 disputó la final del torneo de la NCAA ante North Carolina, en la que cayeron tras 3 prórrogas por 54-53, logrando 11 puntos.

### Profesional
Fue elegido en la cuadragésimo octava posición del Draft de la NBA de 1957 por Boston Celtics, pero no debutó hasta la temporada 1959-60, disputando un único partido en el que consiguió 10 puntos y 4 rebotes.
Al año siguiente fichó por los Kansas City Steers de la efímera liga ABL, donde jugó dos temporadas en las que promedió 9,8 puntos y 3,9 asistencias, ganando el título en la imcompleta última temporada de la competición. Regresó a la NBA para fichar por los Chicago Zephyrs, donde jugó media temporada, en la que promedió 5,8 puntos y 3,8 asistencias por partido.

## Estadísticas de su carrera en la NBA

### Temporada regular
| Temporada | Edad | Equipo          | Liga | P  | TIT | MIN  | TC  | TCA | %TC  | TL  | TLA | %TL  | REB | ASIS | FP  | PTS  |
| 1959-60   | 24   | Boston Celtics  | NBA  | 1  |     | 19.0 | 5.0 | 8.0 | .625 | 0.0 | 1.0 | .000 | 4.0 | 2.0  | 3.0 | 10.0 |
| 1962-63   | 27   | Chicago Zephyrs | NBA  | 37 |     | 25.8 | 2.5 | 6.5 | .390 | 0.8 | 0.9 | .824 | 2.8 | 3.8  | 2.4 | 5.8  |
| Total     |      |                 | NBA  | 38 |     | 25.6 | 2.6 | 6.6 | .398 | 0.7 | 0.9 | .800 | 2.8 | 3.8  | 2.4 | 5.9  |